# Keith Wood

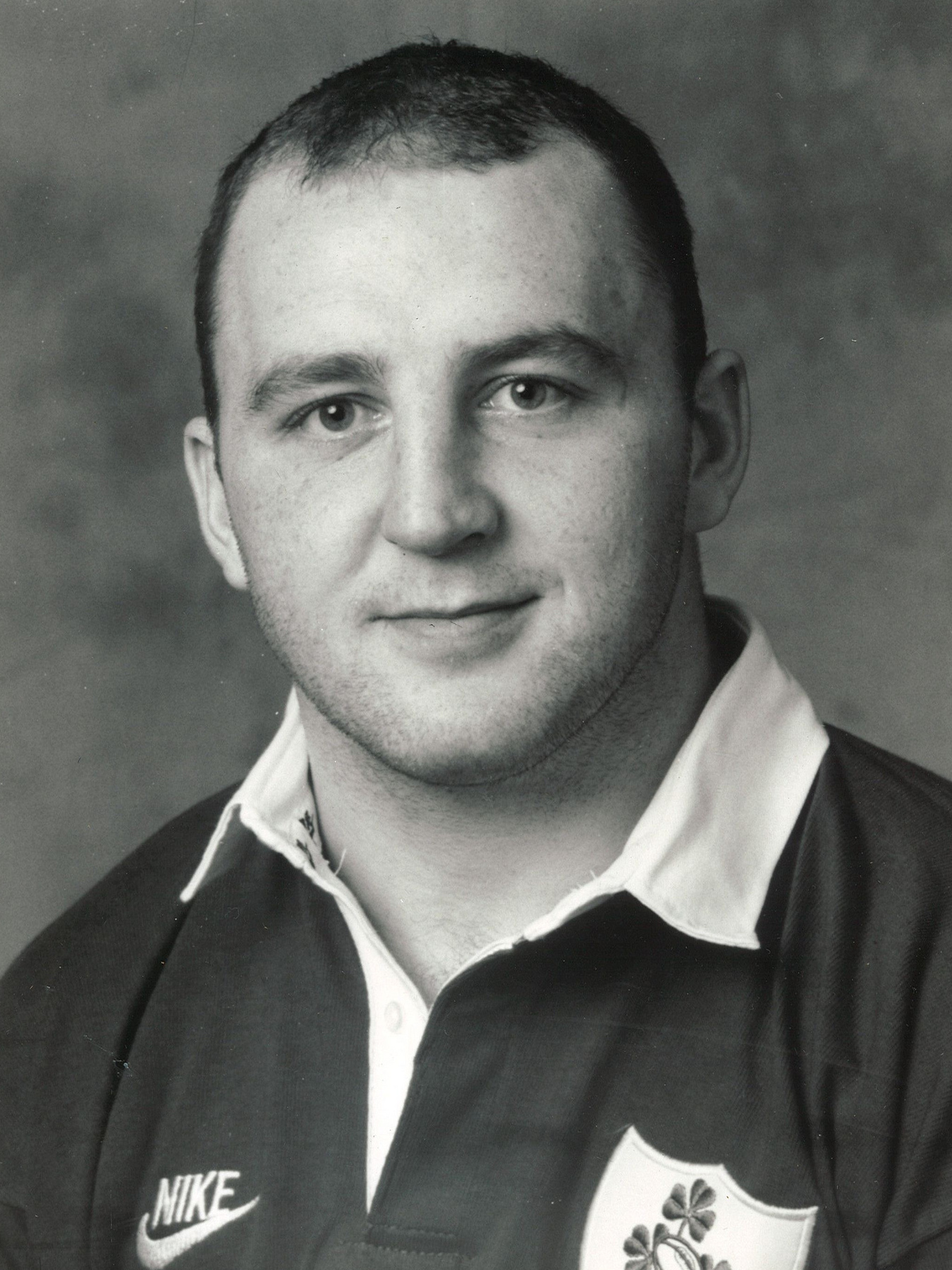
Wood in 1989

Keith Wood (Killaloe, 27 januari 1972) is een voormalig Ierse Rugby Union-speler die gedurende zijn carrière uitkwam voor Garryowen, Harlequins, Munster, de British and Irish Lions en de nationale ploeg van Ierland, waarvan hij ook lange tijd aanvoerder was. In al deze teams speelde hij op de positie van hooker. 
De liefde voor het rugby is hem met de paplepel ingegoten. Zijn vader is 29 keer voor Ierland uitgekomen als prop.
De kracht van Wood lag niet zozeer in de gebruikelijke taken die een hooker heeft te vervullen (hoewel hij hiervoor een groot talent had), maar vooral in zijn leiderschap en de manier waarop hij de spellijnen uit wist te zetten. Vaak dook hij op in posities die voor een hooker meestal terra incognita zijn en zijn aanvallen op vijandelijke stellingen met de bal in de hand waren beroemd en berucht. Verdedigend beschikte hij over een gevreesde tackle.
Zijn kale hoofd heeft hem enige bijnamen bezorgd, waaronder the Raging Potato (de razende kanis) en uncle Fester. Er bestaat inderdaad een zekere overeenkomst met dit lid van de familie Addams. Ook nadat hij de aanvoerdersband van Ierland heeft overgedragen aan Brian O'Driscoll en zijn carrière heeft beëindigd na het wereldkampioenschap rugby 2003, is hij populair gebleven. Hij wordt vaak gevraagd voor spreekbeurten en is commentator bij de BBC-televisie.